# Lijst van voetbalinterlands Kazachstan - Wit-Rusland
Deze lijst van voetbalinterlands is een overzicht van alle officiële voetbalwedstrijden tussen de nationale teams van Kazachstan en Wit-Rusland. De voormalige Sovjet-republieken speelden tot op heden acht keer tegen elkaar. De eerste ontmoeting, een kwalificatiewedstrijd voor het Wereldkampioenschap voetbal 2010, werd gespeeld in Almaty op 1 april 2009. Het laatste duel, een vriendschappelijke wedstrijd, vond plaats op 5 juni 2025 in Minsk.

## Wedstrijden
| № | Plaats   | Datum             | Competitie                  | Wedstrijd                | Uitslag |
| - | -------- | ----------------- | --------------------------- | ------------------------ | ------- |
| 1 | Almaty   | 1 april 2009      | WK 2010 kwalificatie        | Kazachstan – Wit-Rusland | 1 – 5   |
| 2 | Brest    | 10 oktober 2009   | WK 2010 kwalificatie        | Wit-Rusland – Kazachstan | 4 – 0   |
| 3 | Antalya  | 9 februari 2012   | Vriendschappelijk           | Wit-Rusland – Kazachstan | 1 – 1   |
| 4 | Almaty   | 7 september 2020  | UEFA Nations League 2020/21 | Kazachstan − Wit-Rusland | 1 − 2   |
| 5 | Minsk    | 14 oktober 2020   | UEFA Nations League 2020/21 | Wit-Rusland − Kazachstan | 2 − 0   |
| 6 | Novi Sad | 10 juni 2022      | UEFA Nations League 2022/23 | Wit-Rusland − Kazachstan | 1 − 1   |
| 7 | Astana   | 22 september 2022 | UEFA Nations League 2022/23 | Kazachstan − Wit-Rusland | 2 − 1   |
| 8 | Minsk    | 5 juni 2025       | Vriendschappelijk           | Wit-Rusland − Kazachstan | 4 − 1   |

## Samenvatting
| Competitie          | Totaal gespeeld | Winst Kazachstan | Gelijk | Winst Wit-Rusland | Doelsaldo Kazachstan – Wit-Rusland |
| ------------------- | --------------- | ---------------- | ------ | ----------------- | ---------------------------------- |
| WK-kwalificatie     | 2               | 0                | 0      | 2                 | 1 − 9                              |
| UEFA Nations League | 4               | 1                | 1      | 2                 | 4 − 6                              |
| Vriendschappelijk   | 2               | 0                | 1      | 1                 | 2 − 5                              |
| Totaal              | 8               | 1                | 2      | 5                 | 7 − 20                             |

## Details

### Eerste ontmoeting
| WK 2010 kwalificatie (Almaty, Kazachstan, 1 april 2009): |       | |
| Kazachstan                                               | 1 – 5 | Wit-Rusland                                                                                          |
| Rinat Abdulin 10'                                        | goals | 48' Aljaksandr Hleb 54' Timofei Kalachev 57' Ihar Stasevich 64' Timofei Kalachev 88' Vitali Rodionov |

### Tweede ontmoeting
| WK 2010 kwalificatie (Brest, Wit-Rusland, 10 oktober 2009):                       |       |            |
| Wit-Rusland                                                                       | 4 – 0 | Kazachstan |
| Maksim Bardachov 23' Timofei Kalachev 69' Leonid Kovel 86' Timofei Kalachev 90+3' | goals |            |

KFF · A-internationals · Bondscoaches · Statistieken · Kazachs vrouwenelftal · Olympisch elftal · Kazachstan U21 · Kazachstan U20 · Kazachstan U19 · Kazachstan U18 · Kazachstan U17
1992 – 1999 · 2000 – 2009 · 2010 – 2019 · 2020 – 2029
1992 · 1993 · 1994 · 1995 · 1996 · 1997 · 1998 · 1999 · 2000 · 2001 · 2002 · 2003 · 2004 · 2005 · 2006 · 2007 · 2008 · 2009 · 2010 · 2011 · 2012 · 2013 · 2014 · 2015 · 2016 · 2017 · 2018 · 2019 · 2020 · 2021 · 2022 · 2023 ·
2024 · 2025
Albanië ·
Andorra ·
Armenië ·
Azerbeidzjan ·
Bahrein ·
België ·
Bosnië en Herzegovina ·
Bulgarije ·
Burkina Faso ·
China ·
Curaçao ·
Cyprus ·
Denemarken ·
Duitsland ·
Engeland ·
Estland ·
Faeröer ·
Finland ·
Frankrijk ·
Georgië ·
Griekenland ·
Hongarije · 
Ierland ·
IJsland ·
Irak ·
Iran ·
Japan ·
Jordanië ·
Kirgizië ·
Koeweit ·
Kroatië ·
Laos ·
Letland ·
Libanon ·
Libië ·
Liechtenstein ·
Litouwen ·
Litouwen ·
Luxemburg ·
Malta ·
Moldavië ·
Montenegro ·
Nederland ·
Nepal ·
Noord-Ierland ·
Noord-Korea ·
Noord-Macedonië ·
Noorwegen ·
Oekraïne ·
Oezbekistan ·
Oman ·
Oostenrijk ·
Pakistan ·
Palestina ·
Polen ·
Portugal ·
Qatar ·
Roemenië ·  
Rusland ·
San Marino ·
Saoedi-Arabië ·
Schotland ·
Servië ·
Singapore ·
Slovenië ·
Slowakije ·
Syrië ·
Tadzjikistan ·
Thailand ·
Tsjechië ·
Turkmenistan ·
Turkije ·
Verenigde Arabische Emiraten ·
Vietnam ·
Wales ·
Wit-Rusland ·
Zuid-Korea ·
Zweden
BFF · A-internationals · Bondscoaches · Statistieken · Wit-Russisch vrouwenelftal · Olympisch elftal · W-Rusland U21 · W-Rusland U19 · W-Rusland U18 · W-Rusland U17 · W-Rusland U16
1990 – 1999 · 
2000 – 2009 · 
2010 – 2019 ·
2020 − 2029
1992 · 
1993 · 
1994 · 
1995 · 
1996 · 
1997 · 
1998 · 
1999 · 
2000 · 
2001 · 
2002 · 
2003 · 
2004 · 
2005 · 
2006 · 
2007 · 
2008 · 
2009 · 
2010 · 
2011 · 
2012 · 
2013 ·
2014 ·
2015 ·
2016 ·
2017 ·
2018 ·
2019 ·
2020 ·
2021 ·
2022 ·
2023
Albanië · 
Andorra · 
Argentinië · 
Armenië · 
Azerbeidzjan · 
Bahrein ·
België ·
Bosnië en Herzegovina · 
Bulgarije · 
Canada · 
Cyprus · 
Denemarken · 
Duitsland · 
Ecuador · 
Egypte · 
Engeland · 
Estland · 
Finland · 
Frankrijk · 
Gabon ·
Georgië · 
Griekenland · 
Hongarije · 
Honduras · 
Ierland ·
IJsland · 
India ·
Iran · 
Israël · 
Italië ·
Japan ·
Jordanië · 
Kazachstan ·
Kirgizië · 
Kosovo ·
Kroatië · 
Letland · 
Libië · 
Liechtenstein ·
Litouwen · 
Luxemburg · 
Malta · 
Mexico ·
Moldavië · 
Montenegro · 
Nederland · 
Nieuw-Zeeland ·
Noord-Ierland ·
Noord-Macedonië ·  
Noorwegen · 
Oekraïne · 
Oezbekistan · 
Oman · 
Oostenrijk · 
Peru · 
Polen · 
Roemenië · 
Rusland · 
San Marino · 
Saoedi-Arabië · 
Schotland · 
Slovenië · 
Slowakije · 
Spanje ·
Syrië ·
Tadzjikistan · 
Tsjechië · 
Tunesië · 
Turkije · 
Verenigde Arabische Emiraten · 
Wales · 
Zuid-Korea · 
Zweden · 
Zwitserland